# Leonardo Biagini
Leonardo Angel Biagini (Arroyo Seco, 13 aprile 1977) è un ex calciatore argentino di origini italiane, di ruolo attaccante.

## Palmarès

### Club

#### Competizioni nazionali
- Campionato spagnolo: 1

Atlético Madrid: 1995-1996
- Coppa di Spagna: 2

Atlético Madrid: 1995-1996
Maiorca: 2002-2003
- Supercoppa di Spagna: 1

Maiorca: 1998

#### Competizioni internazionali
- Coppa Sudamericana: 1

Arsenal: 2007